# Nagata Kabi
Nagata Kabi (永田カビ, Nagata Kabi, nascuda el 28 de maig de 1987) és una artista manga japonesa, autora de Sabishisugite Rezu Fūzoku ni Ikimashita Repo (en català: La meva experiència lesbiana amb la solitud)
Nagata ha estat dibuixant des que recorda. No obstant això, no va començar a llegir manga fins a 4t de primària amb el manga esportiu Slam Dunk de Takehiko Inoue. Posteriorment, va començar a llegir altres sèries de manga Shükan Shōnen Jump, essent el manga samurai Rurouni Kenshin,de Nobuhiro Watsuki, el seu favorit durant l'educació secundària.

## Obres

### Sabishisugite Rezu Fūzoku ni Ikimashita Repo (La meva experiència lesbiana amb la solitud)
Nagata va publicar per primera vegada La meva experiència lesbiana amb la solitud al lloc web japonès Pixiv abans que la seva versió revisada fos publicada com a volum imprès el 2016. Aquest manga autobiogràfic tracta sobre els problemes de salut mental de Nagata i la seva homosexualitat. Va establir l'estil visual característic de Nagata, de dibuixos en blanc i negre amb tons de pantalla rosa.

### Hitori kōkan nikki (El meu diari d'intercanvi solitari)
La seqüela de La meva experiència lesbiana amb la solitud, El meu diari d'intercanvi solitari (japonès: 一人交換日記, Hitori kōkan nikki), es va publicar en japonès més tard el mateix any, 2016, i en anglès el 2018. Tot i que continua explorant els temes de La meva experiència lesbiana amb la solitud, El meu diari d'intercanvi solitari es basa en el concepte d'entrades al diari personal, o bé cartes que Nagata intercanvia amb el seu jo del passat i del futur. El seu segon volum, titulat El meu diari d'intercanvi solitari 2 (一人交換日記2, Hitori kōkan nikki 2) es va publicar en japonès el 2017 i en anglès el 2019.

### Genjitsu tōhi shitetara boroboro ni natta hanashi (La meva fugida alcohòlica de la realitat)
La meva fugida alcohòlica de la realitat (現実逃避してたらボロボロになった話, Genjitsu tōhi shitetara boroboro ni natta hanashi, literalment "una història de trencament quan vaig escapar de la realitat"), és la quarta entrega de la sèrie dell manga autobiogràfic de Nagata. Tracta de l'alcoholisme i l'hospitalització de Nagata. El manga es va estrenar al Japó el 2019.

## Premis
El 2018, Sabishisugite Rezu Fūzoku ni Ikimashita Repo va guanyar tant el premi Harvey al millor manga i el Premi Anime Crunchyroll al millor manga.